# Биотехнологија
Биотехнологија представља примену биолошких активности за добијање неког производа или остваривање неког процеса., или „било коју другу технолошку примену која користи биолошке системе, живе организме, или њихове деривате, за прављење или модификовање производа или процеса за специфичну примену“ (УН конвенција о биолошкој разноврсности, чл. 2). У зависности од оруђа и примена, биотехнологија се често преклапа са (сродним) пољима биоинжењерства, биомедицинског инжењерства, биопроизводње, молекуларног инжењерства, итд. Она се дели на:
- традиционалну биотехнологију која обухвата оплемењивање биљака и домаћих животиња, коришћење микроорганизама за производњу хране и пића и др, прераду отпадних вода, производњу биогаса и сл.
- савремену биотехнологију у коју спадају:
  - генетички инжењеринг
  - клонирање
  - инжињеринг ткива

Основно питање везано за савремену биотехнологију јесте како рационално искористити предности које она пружа, а да се при томе спрече потенцијалне негативне последице по човека и његову животну средину.
Човечанство је користило биотехнологију хиљадама година у пољопривреди, продукцији хране, и медицини. Већина извора сматра да је овај термин формирао 1919. године мађарски инжењер Карољ Ереки. У касном 20. и раном 21. веку, биотехнологија се проширила тако да обухвата нове и разноврсне науке, као што су геномика, технике рекомбиновања гена, примењена имунологија, и развој фармацеутских терапија и дијагностичких тестова.

## Дефиниције
Концепт „биотек“ или „биотехнологија“ обухвата широк опсег процедура за модификовање живих организама према људским потребама, полазећи од доместикације животиња, култивирања биљки, и њиховог „побољшавања“ путем програма узгоја у којима се примењује вештачка селекција и хибридизација. Модерна употреба такође обухвата генетичко инжењерство, као и технологије ћелијских и ткивних култура. Америчко хемијско друштво дефинише биотехнологију као примену биолошких организама, система, или процеса у оквиру разних индустрија ради стицање знања о науци о животу и повећање вредности материјала и организама, као што су лекови, усеви, и марва. Европска федерација за биотехнологију дефинише биотехнологију као интеграцију природних наука и организама, ћелија, њихових делова, и молекуларних аналога у продукте и услуге. Биотехнологија се ослања на мноштво чисто биолошких наука (на животињске ћелијске културе, биохемију, цитологију, ембриологију, генетику, микробиологију, и молекуларну биологију). У многим случајевима, она је такође зависна од познавања метода изван сфере биологије, као што су:
- биоинформатика, специфични вид информатике
- биопроцесно инжењерство
- биороботика
- хемијско инжењерство

Модерне биолошке науке (укључујући чак и концепте, као што је молекуларна екологија) су интимно испреплетене и веома зависне од метода који су развијени кроз биотехнологију, и оним што се обично сматра индустријском науком о животу. Биотехнологија подразумева истраживање и развој у лабораторији користећи биоинформатику за истраживање, екстракцију, експлоатацију и продукцију из било ког живог организма и било ког извора биомасе путем биохемијског инжењерства, при чему производи са знатном додатном вредношћу могу да буду планирани (на пример биосинтетички репродуковани), предвиђени, формулисани, развијени, произведени, и изведени на тржиште с циљем одрживог пословања (за повратак знатних иницијалних улагања у R & D) и стицање постојаних права над патентима (ради ексклузивних права на продају, и пре тога ради стицања националних и међународних одобрења на бази резултата животињских и људских експеримената, посебно у фармацеутској грани биотехнологија да би се спречиле нежељене нуспојаве или адресирала сигурносна питања при употреби производа).
За разлику од тога, биоинжењерство се генерално сматра сродним пољем које има већи нагласак на вишим системским приступима (без потребе за директним мењањем или употребом биолошких материјала) за повезивање са и утилизацију живих бића. Биоинжењерство је примена принципа инжењерства и природних наука на ткива, ћелије и молекуле. Оно се може сматрати коришћењем знања из рада са и манипулисања биологије да би се остварили резултати којима се могу побољшати функције код биљки и животиња. Сродно томе, биомедицинско инжењерство је преклапајуће поље, које се често ослања на и примењује биотехнологију (по разним дефиницијама), посебно у појединим потпољима биомедицинског и/или хемијског инжењерства као што су ткивно инжењерство, биофармацеутско инжењерство, и генетичко инжењерство.

## Историја
Иако то нормално није оно на шта се прво помисли, многи облици људским утицајем модификоване пољопривреде јасно се уклапају у широку дефиницију „кориштења биотехнолошког система да би се направили производи“. Култивација биљки се може сматрати најранијим видом биотехнолошког предузећа.
По неким теоријама пољопривреда је постала доминантни начин производње хране од времена неолитске револуције. Помоћу ране биотехнологије, најранији пољопривредници су изабирали и узгајали најбоље прилагођене усеве, који су пружали највеће приносе, да би произвели довољно хране за подршку растуће популације. Како су усеви и поља постајали све већи и тежи за одржавање, откривено је да специфични организми и њихови нуспродукти могу ефективно да нађубравају, обнављају азот, и контролишу штеточине. Током историје пољопривреде, земљорадници су ненамерно мењали генетику својих усева путем њиховог увођења у нова окружења и укрштањем са другим биљкама — што је једна од првих форми биотехнологије.
Ови процеси су такође били укључени у раној ферментацији пива. Они су уведени у раној Месопотамији, Египту, Кини и Индији, и још увек користе исте основне биолошке методе. При врењу пива, у зрнима слада (која садрже ензиме) се конвертује житарични скроб у шећер и затим се додаје квасац да би настало пиво. У том процесу, угљени хидрати из зрна се претварају у алкохоле као што је етанол. Касније су друге културе произвеле процес млечно киселинске ферментације, који је омогућио ферментацију и презервацију других форми хране, као што је соја сос. Ферментација је такође кориштена у том периоду за производњу хлеба квасцем. Мада процес ферментације није био потпуно разјашњен до рада Луја Пастера 1857. године, тај процес је био прва примена биотехнологије за конвертовање извора хране у друге форме.
Пре времена живота и рада Чарлса Дарвина, људи су већ дуго времена селективно укрштали животиње и биљке. Дарвин је додао том телу рада своја научна запажања о способности науке да мења врсте. Ова разматрања су допринела развоју Дарвинове теорије природне селекције.
Хиљадама година су људи користили селективни узгој с циљем побољшања продукције усева и стоке намењене исхрани. У селективном узгоју, организми са жељеним карактеристикама су укрштани и производили потомство са истим карактеристикама. На пример, ова техника је кориштена код кукуруза да се произведу највећи и најслађи усеви.
У раном 20. веку научници су стекли боље разумевање микробиологије и истражили су начине производње специфичних продуката. Године 1917, Хаим Вајцман је био први да користи чисту микробиолошку културу у индустријском процесу производње кукурузног скроба користећи Clostridium acetobutylicum, да произведе ацетон, који је у Уједињеном Краљевству био високо тражен ради производње експлозива током Првог светског рата.
Биотехнологија је исто тако довела до развоја антибиотика. Године 1928, Александер Флеминг је открио плесан Penicillium. Његовом раду је следило пречишћавања антибиотичког једињења које плесан формира, да би се издвојило једињење које је у данашње време познато као пеницилин. За то су заслужни Хауард Флори, Ернст Борис Чејн и Норман Хитли. Године 1940, пеницилин је постао доступан за медицинску употребу у третману бактеријских инфекција код људи.
Генерално се сматра да је поље модерне биотехнологије рођено 1971. године кад је Пол Берг (са Станфорда) успешно спровео експерименте генског сплајсовања. Херберт В. Бојер (Универзитет Калифорније у Сан Франциску) и Станли Н. Кохен (Станфорд) знатно су унапредили нову технологију 1972. године трансфером генетичког материјала у бактерије, тако да се унесени материјал може репродуковати. Комерцијална исплативост биотехнолошке индустрије је знатно проширена 16. јуна 1980, кад је Врховни суд Сједињених Америчких Држава донео одлуку да се генетички модификовани микроорганизам може патентирати у случају Diamond v. Chakrabarty. Ананда Чакрабарти радећи за Џенерал електрик, је модификовао бактерију (рода Pseudomonas) тако да може да разлаже сирову нафту, и предложио је да се примени у третирању изливене нафте. (Чакрабартијев рад није обухватао манипулације гена већ трансфер целокупних органела између врста Pseudomonas бактерија.
Још један фактор који утиче на успех биотехнолошког сектора је побољшано законодавство у области интелектуалне својине и спровођење широм света, као и повећана потражња за медицинским и фармацеутским производима за третман старосних тегоба популације.
Раст потражње за биогоривима је добра вест за сектор биотехнологија, при чему Министарство за енергетику САД процењује да примена етанола може да редукује америчку потрошњу горива изведеног из нафте и до 30% до 2030. Биотехнолошки сектор је омогућио пољопривредној индустрији САД да брзо повећа ниво понуде кукуруза и соје — главних сировина у производњи биогорива — развијајући генетички модификована семена која су отпорна на штеточине и сушу. Кроз повећање пољопривредне продуктивности, биотехнологија игра кључну улогу у обезбеђивању испуњавања циљева производње биогорива.

## Примери
Биотехнологија налази примену у четири главне индустријске области: здравствена заштита (медицина), производња усева за храну, пољопривреда усева за друге сврхе (нпр. биоразградива пластика, биљно уље, биогорива), и еколошке примене.
На пример, један апликација биотехнологије је усмерена на употребу организама за производњу органских продуката (пример су пиво и млечни продукти). Други пример је употреба природно присутних бактерија у рударској индустрији за екстракцију метала из руде. Биотехнологија се такође користи за рециклирање, третирање отпада, чишћење места контаминираних индустријским активностима (биоремедијација), као и за продукцију биолошког оружја.
Низ изведених термина је скован за идентификацију неколико грана биотехнологије; на пример:
- Биоинформатика је интердисциплинарно поље које се бави биолошким проблемима користећи рачунарске технике, и омогућава брзу организацију, као и анализу биолошких података. Ово поље се исто тако понекад назива рачунарском биологијом, и може да буде дефинисано као, „концептуализација биологије у смислу молекула и накнадна примена информатичких техника ради разумевања и организовања информације асоциране са тим молекулима, у великим размерама.“[17] Биоинформатика има кључну улогу у разним областима, као што су функционална геномика, структурна геномика, и протеомика, и формира фундаменталну компоненту биотехнологије и фармацеутског сектора.
- Плава биотехнологија је термин који се користи за описивање морских и водених примена биотехнологије, мада је његова примена релативно ретка.
- Зелена биотехнологија је биотехнологија примењена на пољопривредне процесе. Пример је селекција и доместикација биљки путем микропропагације. Још један пример је дизајн трансгенетских биљака да расту под специфичним условима у присуству (или одсуству) хемикалија. Могуће је да ће зелена биотехнологија произвести решења која су еколошки повољнија од традиционалне индустријске пољопривреде. Пример тога је инжењеринг биљке да изражава пестицид, те да нема потребе за спољашњом применом пестицида, као што је то случај код Бт кукуруза. Да ли су или нису производи зелене биотехнологије попут овог у већој мери еколошки повољни је тема интензивних расправа.
- Црвена биотехнологија се примењује на медицинске процесе. Неки примери су дизајн организама да производе антибиотике, и инжењеринг генетичких лекова путем генетичких манипулација.
- Бела биотехнологија, такође позната као индустријска биотехнологија, је биотехнологија примењена на индустријске процесе. Пример је дизајн организма да производи корисне хемикалије. Други пример је употреба ензима као индустријских катализатора, било за продукцију вредних хемикалија или за уништавање хазардних/загађујућих хемикалија. Бела биотехнологија тежи да троши мање ресурса него традиционални процеси који се користе за продукцију индустријских добара.

Инвестиција и економски исход свих типова примене биотехнологије се називају „биоекономијом“.

### Медицина
У медицини, модерна биотехнологија налази примене у областима као што су отркивање и производња лекова, фармакогеномика, и генетичко тестирање (или генетички тријаж).
Фармакогеномика (комбинација фармакологије и геномике) је технологија која анализира како генетички склоп утиче на индивидуалне респонсе на лекове. Она се бави утицајем генетичких варијација на респонс на лекове код пацијената путем успостављања корелација генског изражавања или једнонуклеотидних полиморфизама са делотворношћу или токсичношћу лекова. На тај начин, фармакогеномика има за циљ да развије рационална средства за оптимизацију терапије лековима, узимајући у обзир генотип пацијента, да би се осигурала максимална ефикасност уз минималне нежељене ефекте. Такви приступи воде ка развоју „персонализоване медицине“; код које су лекови и комбинације лекова оптимизоване за сваки индивидуални јединствени генетички склоп.
Биотехнологија је допринела откривању и производњи традиционалних лекова који су мали молекули као и лекова који су продукт биотехнологије – биофармацеутика. Модерна биотехнологија се може користити за производњу постојећих лекова релативно лако и јефтино. Први генетским инжењерством дизајнирани производи су били лекови намењени третману људских болести. На пример, 1978. године Genentech је развио синтетички хуманизовани инсулин путем спајања његовог гена са плазмидним вектором који је унет у бактерију Escherichia coli. Инсулин, који је у широкој употреби као третман за дијабетес, је раније био екстрахован из панкреаса закланих животиња (говеда и/или свиња). Резултирајућа генетички модификована бактерија је омогућила продукцију великих количина синтетичког људског инсулина уз релативно ниске трошкове. Биотехнологија је исто тако омогућава развој типова терапија у настајању попут генске терапије. Примена биотехнологије на основне науке (на пример путем Пројекат људског генома) је такође драматично увећала наше разумевање биологије и са повећањем нашег научног познавања биологије нормалног и болесног организма, наша способност развијања нових лекова за третман раније неизлечивих болести се повећала.
Генетичко тестирање омогућава успостављање генетичких дијагноза подложности наследним болестима, а исто тако се може користити за одређивање родитељства детета (потврђивања генетичке мајке и оца) или генерално порекла особе. Поред проучавања хромозома до нивоа појединачних гена, генетичко тестирање у широм смислу обухвата биохемијске тестове за могуће присуство генетичких болести, или мутираних форми гена асоцираних са повећаним ризиком развоја генетичких поремећаја. Генетичким тестирањем се идентификују промене у хромозомима, генима, или протеинима. Најчешће се тестирање користи за проналажење промена које су повезане са наследним болестима. Резултати генетичког теста могу да потврде или одбаце претпостављено генетичко стање или да помогну у одређивању вероватноће да дата особа развије или пренесе генетички поремећај. Године 2011. је неколико стотина генетских тестови било у употреби. Генетско тестирање може да отвори етичке или психолошке проблеме, и стога је генетско тестирање често повезано са генетским саветовалиштима.

## Техника клонирања
Клонирање је поступак стварања генетички идентичних копија неког организма. Сам процес клонирања је следећи: из организма даваоца узима се соматска ћелија и спаја се са неоплођеном јајном ћелијом примаоца којој је уклоњено једро. После спајања две ћелије долази до развића ембриона који се имплантира у материцу сурогат - мајке, где се даље нормално развија. Потомак је генетички исти као организам даваоца.
Први пример клонирања сисара била је овца Доли, 1997. г.(У пројекту клонирања овце Доли од 277 покушаја клонирања успео је само један.)
Саопштени су и подаци о успешном клонирању различитих врста животиња (нпр. миша, мачке). Клонирање је, наводно, успешно примењено и код човека. (Може се клонирати и ген поступцима који су описани у генетички инжењеринг.)
Постоје две основне врсте клонирања:
- репродуктивно и
- терапеутско.

Репродуктивно клонирање има за циљ стварање нове јединке, а терапеутским клонирањем се производе ћелије којим би се лечиле болести (нпр. парализа, дијабетес и др.)
Пример природног клонирања јесу једнојајни близанци.
Осим горе описаног правог клонирања, може се споменути још и трансгенеза. Трансгенеза означава пренос једног или више гена из ДНК једног организма у ДНК примаоца. Пренос гена може се извести и између различитих врста, а таква животиња (биљка) се назива трансгена. Најпознатији примери прве генерације трансгених биљака које су отпорне на штетне инсекте (садрже трансген из бактерије који им даје способност синтезе отрова ефикасног против инсеката) или хербициде. У другу генерацију спадају биљке којима је побољшан квалитет – промењен састав масти, обогаћене су витаминима и др.